# Joan I de La Marca
 Joan de Borbó  (1344 - ! Vendôme, 12 de juny de 1393), noble francès, comte de La Marca, comte de Vendôme i comte de Castres. Va ser qui va reunir la casa de Vendôme amb la de Borbó, de la qual era descendent, donant origen a la dinastia directa dels reis Borbó de França i d'Espanya.
Era el segon fill de Jaume I de La Marca i Joana de Chatillon. Sent encara nen, va ser capturat al costat del seu pare en la batalla de Poitiers del 19 de setembre de 1356, en què també va resultar mort el seu oncle Pere I de Borbó i després de la qual, el seu pare va haver de lliurar als anglesos el comtat de Ponthieu.
La mort del seu pare en la batalla de Brignais i la del seu germà Pere II de La Marca, després de les ferides rebudes, va fer que els succeís com Joan I de La Marca el 1362.
Va participar activament en la Guerra dels Cent Anys sent nomenat governador del Llemosí en, després de la seva contribució en la seva campanya de reconquesta. el 1366 va acompanyar Beltran Duguesclin en la seva campanya durant la guerra civil castellana en contra Pere el cruel.
El 1382 es va unir a Carles VI de França en la seva campanya a Flandes per reprimir la revolta dels Maillotins que va culminar en la batalla de Roosebeke. el 1392 també va acompanyar al rei Carles VI en la seva lluita contra el duc de Bretanya.
Va contreure matrimoni amb Catalina de Vendôme el 28 de setembre de 1364, donant origen a la dinastia Vendome-Borbó, línia directa dels reis borbons de França i d'Espanya
Del seu matrimoni amb Catalina van néixer:
- Jaume, comte de La Marca i de Castres (1370 - 1438)
- Elisabet (nascuda el 1373), monja a Poissy
- Lluís, comte de Vendôme (1376 - 1446)
- Joan, senyor de Carency (1378 - 1457), casat el 1416 amb Caterina, filla de Felip d'Artois, comte d'Eu
- Ana (1380 - 1408), casada el 1401 amb Joan II de Berry, comte de Montpensier, mort el mateix any, i el 1402 amb Lluís VII de Baviera
- Maria (1386 - 1463), senyora de Brehencourt, va casar amb Jean de Baynes, senyor de Croix
- Carlota (1388 - 1422), casada el 1411 amb el rei Janus de Xipre